# TOKIOテラス
『TOKIOテラス』（トキオテラス）は、毎日放送（MBSテレビ）が、2021年4月19日から関西ローカル向けに放送中の経済ドキュメンタリー番組。TOKIOのメンバー（ボーカル兼キーボード担当）にして、株式会社TOKIOの取締役副社長（企画担当）でもある国分太一がMCを務めている。
2021年3月14日に特別番組として放送した後に、翌4月からレギュラー化。2023年3月16日（15日の深夜）までは月に1回のペースで月曜日の未明（日曜日の深夜）に放送されていたが、およそ1ヶ月半の休止を経て、同年5月6日から放送枠を毎週土曜日の6:00 - 6:30（JST）に固定している。このページでは便宜上、2023年3月までの放送分を「マンスリー版」、同年5月以降の放送分を「ウィークリー版」として区別する。

## 概要
ジャニーズ事務所での芸能活動と並行しながら、TOKIOの城島茂・松岡昌宏と共同で「株式会社TOKIO」を2020年7月22日に立ち上げた国分と「ゲスト」（独創的なアイデアで急成長を遂げているスタートアップ企業の経営者）による対談を軸に構成。ゲストが営む企業の取り組みを取材した映像や、取り組みの一環で開発した（または開発中の）製品のプレゼンテーションなどを織り交ぜながら、その企業の戦略やゲストの知られざる苦悩に迫る。ちなみに、番組タイトルの「テラス」には、「スタートアップ企業の未来を照らす」というメッセージが込められている。
対談パートについては、「起業家たちのアイデアや考え方を、国分が『起業家の仲間』という立場で学ぶ」というスタンスの下に、京都市下京区（毎日放送の放送対象地域内）の「engawa KYOTO」（電通が運営する事業共創拠点）で収録。通常は数本分を非公開で収録しているが、公開収録や、国分とスタートアップ企業の関係者が一堂に会するイベントを「engawa KYOTO」で実施することもある。
2025年6月20日、国分のコンプライアンス違反発表を受け、毎日放送は同月21日放送予定分を見合わせると発表し（国分も20日付けで無期限活動休止を発表）、6月24日に当面の間放送休止とすることが発表された。毎日放送は6月21日以降は直前枠である『MBS NEWS DIG』とともに休止した上で『バナナマンの早起きせっかくグルメ!!』の単発放送（TBSテレビ制作・遅れネット、5:45 - 6:30）を放送する。

### 深夜の「マンスリー版」から早朝の「ウィークリー版」へ移行するまでの経緯
当番組は特別番組時代から2年近くにわたって深夜に放送されてきたが、国分はこの時期の収録で、「当番組を深夜より朝に見てもらいたい」との希望を再三にわたって明かしていた。本人が後に明かしたところによれば、「ゲストで来られる（企業の）社長さんが『良いアイデアは朝に生まれる』と言っていた」とのことで、収録以外の場でも番組の関係者に対して「放送するなら朝にすべき」と訴え続けていたという。
これに対して、TBSテレビ系列の準基幹局でもある毎日放送では、土曜日の早朝にネット受けを実施していた『まるっと!サタデー』（土曜早朝分の『JNN NEWS』を内包していたTBSテレビ制作の生放送番組）の終了（2023年3月25日）が決まったことを受けて当該時間帯の番組編成を一新。TBSテレビの制作で同年4月15日から放送を開始した『夜明けのラヴィット!』（毎日放送でも平日にフルネットを実施している『ラヴィット!』のダイジェスト番組）のネット受けを見送る一方で、当番組を毎週放送することを前提に、TBSや大半の系列局が『夜明けのラヴィット!』を放送している時間帯（5:45 - 7:30）の一部を当番組の放送枠に充てた。
ちなみに、毎日放送では2022年10月から、土曜日の早朝 - 夕方帯に（全国ネット向けの『所さんお届けモノです!』『サタデープラス』や長年にわたって深夜に放送してきた『ごぶごぶ』『痛快!明石家電視台』を含む）自社制作番組を集中させる編成を実施。2023年3月までは、『所さんお届けモノです!』（7:30 - 7:58）から『住人十色』（17:00 - 17:30）まで、自社制作のレギュラー番組を（他局の制作分を含めたスポーツ中継や全国ネット向けの特別番組が編成されない週に）最長で10時間続けて関西ローカル向けに放送できる体制を構築していた。『まるっと!サタデー』の終了に端を発する2023年春の番組改編では、対象の番組や時間帯を若干変更しながら、このような体制を拡充。当番組の毎週放送を開始した5月6日以降の土曜日には、『MBS NEWS DIG』（当番組の前枠に当たる5:45 - 6:00に同日から編成された収録番組）から『痛快!明石家電視台』（15:00 - 16:00）に至るまで、自社制作のレギュラー番組を最長で10時間15分続けて放送できるようになっていた。

## 出演者

### MC
- 国分太一（TOKIO）

### アシスタント
担当の時点ではいずれも、毎日放送の女性アナウンサー。

#### 現在
- 清水麻椰
  - マンスリー版の開始当初は、同期入社の野嶋紗己子・先輩の玉巻映美と月替わりで担当していた。アシスタントが野嶋に固定されていた時期に担当を離れていたが、ウィークリー版へ移行したことを機に、野嶋が収録に同席できない回でアシスタントを担当。野嶋が2023年12月で毎日放送を退社したことを受けて、2024年1月以降は基本として毎回出演している。

#### 過去
- 野嶋紗己子
  - マンスリー版への移行後は、前枠番組の『MBS NEWS DIG』でもナレーションを担当していたため、放送上は2番組連続で出演。2023年12月31日付で毎日放送を退社することに伴って、同年の最終回（12月23日放送分）をもって出演を終えた。
  - 毎日放送退社後の2024年1月から、株式会社PIVOT（東京を拠点にビジネス関連の映像を制作する会社）へ参画[8]。同局のアナウンサー時代と違って、経済・ビジネス関連の動画コンテンツでMCを務めながら、「コンテンツプランナー」という肩書で制作業務にも携わっている[9]。

## ネット局
| 放送対象地域 | 放送局          | 系列    | 放送日時         | ネット状況 | 備考 |
| ------------ | --------------- | ------- | ---------------- | ---------- | ---- |
| 近畿広域圏   | 毎日放送（MBS） | TBS系列 | 土曜 6:00 - 6:30 | 制作局     |      |

過去のネット局
- あいテレビ（itv） - 火曜 23:56 - 翌0:26に放送していたが、国分の無期限休養発表を受けて2025年6月17日打ち切り[10]。

## スタッフ
- ナレーション：福島暢啓・上田崇順などが月替わりで担当（マンスリー版）→ 福島暢啓（ウィークリー版、いずれも毎日放送アナウンサー）
- 構成：中村達也、村上慶太、七野ヒロユキ
- CAM：信田将志、中喜志治、高岡慎一、大林祐
- VE：相坂日茉里
- CA：進藤小奈津
- MA/SE：山本大輔、佐伯謙丞
- EED：下林高幸、岡本彩
- タイトル：大和安芸子
- 編成：中山貴美子
- 宣伝：稲付晴日
- 協力：ジャニーズ事務所、PPP本舗、戯音工房、GimmicK、yolken
- 企画協力：電通
- メイク：富川ゆうこ
- AD：杉山萌、河辺美千瑠、本田厚仁
- AP：浅尾栞音
- ディレクター：伊東文郎
- 演出：秀島光樹
- プロデューサー：赤澤友基、小林雄志
- CP(チーフプロデューサー)：京原雄介
- 制作協力：ロボッツ
- 制作著作：MBS（毎日放送）